# Xã Forest Lake, Quận Susquehanna, Pennsylvania
Xã Forest Lake (tiếng Anh: Forest Lake Township) là một xã thuộc quận Susquehanna, tiểu bang Pennsylvania, Hoa Kỳ. Năm 2010, dân số của xã này là 1.193 người.